# Lisseuil
Lisseuil település Franciaországban, Puy-de-Dôme megyében. Lakosainak száma 108 fő (2022. január 1.). Lisseuil Ayat-sur-Sioule, Blot-l’Église és Saint-Rémy-de-Blot községekkel határos.

## Népesség
A település népességének változása:
| Lakosok száma | 92   | 109  | 119  | 122  | 124  | 127  | 121  | 114  | 108  |
|               | 2013 | 2015 | 2016 | 2017 | 2018 | 2019 | 2020 | 2021 | 2022 |